# نيشان عمر توريخوس
نيشان عمر توريخوس هيريرا هو نيشان تمنحه حكومة بنما للمدنيين والعسكريين للمساهمات البارزة في خدمة بنما.
أنشئ نيشان عمر توريخوس في 14 ديسمبر 1982 بموجب المرسوم التنفيذي رقم 336 الذي صدر بتاريخ 13 يوليو 1995، وسُمّي باسم عمر توريخوس هيريرا الذي عاش من عام 1929 وحتى عام 1981، وكان قائداً للقوات البنمية خلال ثورة بنما. عُدلت اللائحة المُنظمة لمنح نيشان عمر توريخوس بموجب المرسوم التنفيذي رقم 1، والذي صدر بتاريخ 11 يناير 2006.

## درجات التكريم
يُمنح نيشان عمر توريخوس للمواطنين البنميين وغير البنميين المدنيين والعسكريين، وهناك أربع درجات لتكريم المدنيين، وهي:
- نيشان الصليب الكبير فوق العادي
- نيشان الصليب الكبير
- نيشان المفوض
- نيشان القائد

وهناك ثلاث درجات لتكريم العسكريين، وهي:
- نيشان صليب الضابط الكبير
- نيشان الصليب الفضي الكبير
- نيشان الفارس

## أبرز الحاصلين على النيشان
- رود كارو[2]
- فيدل كاسترو[3]
- لويس ايناسيو لولا دا سيلفا[4]
- مارتا ماتاموروس (حصلت على نيشان عمر توريخوس من درجة الصليب الكبير)[5][6]
- سيريلو ماكسوين (حصل على نيشان عمر توريخوس من درجة الصليب الكبير فوق العادي)[7]
- تاباري فاسكيز[8]